# Esaprenildiidrossibenzoato metiltransferasi
La esaprenildiidrossibenzoato metiltransferasi è un enzima appartenente alla classe delle transferasi, che catalizza la seguente reazione:
S-adenosil-L-metionina + 3-esaprenil-4,5-diidrossibenzoato ⇄ S-adenosil-L-omocisteina + 3-esaprenil-4-idrossi-5-metossibenzoato
L'enzima è coinvolto nella via metabolica della sintesi dell'ubichinone. In alcuni database è stato catalogato come 3-demetilubichinone-9 3-O-metiltransferasi numero EC 2.1.1.64; ma questo enzima catalizza una reazione differente.